# Festival Estudiantil de Teatro de Bogotá
El FETB es el primer Festival Estudiantil de Teatro que se realiza en Bogotá. Es un proyecto de la Fundación Teatro Nacional y de la Corporación Festival Iberoamericano de Teatro de Bogotá, quienes esta vez le apuestan a formar y visibilizar nuevos talentos y promover nuevos públicos. El propósito del FETB es incentivar la vinculación de toda la comunidad con el teatro: Estudiantes, maestros y padres de familia. El FETB cuenta con la experiencia del Festival Iberoamericano de Teatro de Bogotá y la Fundación Teatro Nacional cuyo propósito es articular un movimiento de difusión artística - cultural que genere y promueva la actividad teatral en los colegios. En su primera versión el festival abrió su convocatoria solo a nivel de Bogotá, donde participaron 16 grupos de teatro, 15 pertenecientes del departamento de Cundinamarca y uno del departamento de Boyacá. Gracias a la gran acogida que tuvo el festival, desde su segunda versión, el FETB decidió extender su convocatoria a nivel nacional, para que todo el territorio Colombiano pudiera mostrar su talento.

## Jurados

### 2015
- Erick Cuellar
- Aída Morales
- Ana María Sánchez

### 2014
- Erick Cuellar
- Catherine Mira
- Felipe Vallejo

### 2013
- Erick Cuellar
- Felipe Botero...
- Manuel Briceño

## Participantes
| Colegio                                             | Ciudad          | Participaciones | Años      | Galardones | Nominaciones |
| --------------------------------------------------- | --------------- | --------------- | --------- | ---------- | ------------ |
| Colegio Salesiano de Duitama *                      | Duitama         | 3               | 2013-2015 | 5          | 16           |
| Colegio Salesiano de León XIII                      | Bogotá          | 3               | 2013-2015 | 5          | 9            |
| Gimnasio Los Andes                                  | Bogotá          | 3               | 2013-2015 | 3          | 12           |
| Instituto Técnico Industrial Pascual Bravo          | Medellín        | 1               | 2014      | 3          | 6            |
| Colegio Juan Evangelista Gómez *                    | Bogotá          | 3               | 2013-2015 | 4          | 9            |
| Colegio Delia Zapata *                              | Bogotá          | 2               | 2013-2014 | 2          | 5            |
| Colegio Cafam                                       | Bogotá          | 1               | 2013      | 1          | 3            |
| Instituto Educativo Antonio Nariño *                | Mosquera        | 2               | 2013-2014 | 1          | 3            |
| Instituto Educativo Roberto Velandia                | Mosquera        | 1               | 2013      | 1          | 2            |
| Instituto Educativo Compartir                       | Mosquera        | 1               | 2014      | 1          | 1            |
| Colegio Champagnat                                  | Bogotá          | 1               | 2013      | 0          | 3            |
| Colegio Salesiano Maldonado *                       | Tunja           | 1               | 2014      | 0          | 2            |
| Colegio Cofrem                                      | Villavicencio   | 2               | 2014-2015 | 1          | 3            |
| Colegio Leonardo Lozada Pedraza*                    | Bogotá          | 3               | 2013-2015 | 3          | 5            |
| Colegio Castilla                                    | Bogotá          | 1               | 2013      | 0          | 1            |
| Gimnasio Moderno*                                   | Bogotá          | 1               | 2013      | 0          | 0            |
| Colegio Técnico Class *                             | Bogotá          | 1               | 2013      | 0          | 2            |
| Colegio Seminario San Juan Apóstol                  | Facatativá      | 1               | 2013      | 0          | 1            |
| Instituto Educativo Orlando Higuitas Rojas *        | Bogotá          | 1               | 2013      | 0          | 0            |
| Colegio José Max León *                             | Siberia         | 2               | 2014-2015 | 0          | 2            |
| Instituto Educativo El Castillo *                   | Barrancabermeja | 1               | 2014      | 0          | 0            |
| Gimnasio Santo Domingo de la Juventud *             | Soacha          | 2               | 2014-2015 | 1          | 1            |
| Casa de la Cultura Enrrique Pardo Parra *           | Cota            | 1               | 2014      | 0          | 0            |
| Gimnasio Vermont                                    | Bogotá          | 1               | 2013      | 0          | 0            |
| Instituto Educativo República de Corea              | La Peña         | 2               | 2014-2015 | 0          | 0            |
| Instituto Educativo Rural Departamental Andes       | San Bernardo    | 2               | 2014-2015 | 0          | 0            |
| Instituto Educativo Nuestra Señora de la Candelaria | Atlántico       | 1               | 2014      | 0          | 0            |
| Liceo Los Andes                                     | Cota            | 1               | 2014      | 0          | 0            |
| Colegio San Viator                                  | Bogotá          | 1               | 2014      | 0          | 0            |
| Instituto Educativo José Mejía Uribe                | La Gloria       | 1               | 2015      | 1          | 2            |
| Colegio San José                                    | Bogotá          | 1               | 2015      | 0          | 0            |
| Colegio Santa Francisca Romana                      | Bogotá          | 1               | 2015      | 0          | 0            |
| Colegio Minuto de Dios                              | Bogotá          | 1               | 2015      | 0          | 0            |
| Colegio 20 de Julio                                 | Bogotá          | 1               | 2015      | 0          | 0            |
| Colegio Seminario Diocesano                         | Duitama         | 1               | 2015      | 1          | 3            |
| INEM Carlos Arturo Torres                           | Tunja           | 1               | 2015      | 0          | 0            |
| Colegio Leonístico La Merced                        | Cali            | 1               | 2015      | 0          | 1            |
| Instituto Educativo Adolfo Hoyos Ocampo             | Manizales       | 1               | 2015      | 0          | 0            |
| IETC Las Américas                                   | Cali            | 1               | 2015      | 0          | 1            |

(*) Colegios con reconocimientos ya sea: por talento infantil, musicalización, coreografía, procesos pedagógicos, procesos alternativos, proceso actoral, entre otros, que no forman parte de las 11 categorías fundamentales pero según consideración del jurado es necesario premiarlas.

## Galardonados por año

### Mejor Obra

#### 2015
| Obra                  | Colegio                                  | Ciudad  | Resultado      |
| --------------------- | ---------------------------------------- | ------- | -------------- |
| Amnesia               | Colegio Leonardo Posada Pedraza          | Bogotá  | Primer Puesto  |
| Muskurii              | Colegio Distrital Juan Evangelista Gómez | Bogotá  | Segundo puesto |
| La Edad de la Ciruela | Colegio Salesiano de Duitama             | Duitama | Tercer puesto  |

#### 2014
| Obra                    | Colegio                                    | Ciudad   | Resultado      |
| ----------------------- | ------------------------------------------ | -------- | -------------- |
| Cuadros de Ópera Pánica | Colegio Salesiano de León XIII             | Bogotá   | Primer Puesto  |
| Diplomas Empantanados   | Colegio Salesiano de Duitama               | Duitama  | Segundo puesto |
| Un Duelo                | Instituto Técnico Industrial Pascual Bravo | Medellín | Tercer puesto  |

#### 2013
| Obra                           | Colegio                              | Ciudad   | Resultado      |
| ------------------------------ | ------------------------------------ | -------- | -------------- |
| Bang Bang te maté              | Instituto Educativo Roberto Velandia | Mosquera | Primer puesto  |
| El Quijote                     | Gimnasio Los Andes                   | Bogotá   | Segundo puesto |
| Misterios Bufos                | Colegio Salesiano de León XIII       | Bogotá   | Tercer puesto  |
| Alicia o Quién lo ha soñado    | Colegio Salesiano de Duitama         | Duitama  | Nominado       |
| A la Sombra de Edgar Allan Poe | Instituto Educativo Antonio Nariño   | Mosquera | Nominado       |

### Mejor Dirección

#### 2015
| Director               | Obra                  | Colegio                         | Resultado |
| ---------------------- | --------------------- | ------------------------------- | --------- |
| Antonio Giraldo        | Amnesia               | Colegio Leonardo posada Pedraza | Ganador   |
| Jennifer Gómez         | La Edad de la Ciruela | Colegio Salesiano de Duitama    | Nominado  |
| Juan Manuel Cristancho | Muskurii              | Colegio Juan Evangelista Gómez  | Nominado  |

#### 2014
| Director                | Obra                     | Colegio                                    | Resultado |
| ----------------------- | ------------------------ | ------------------------------------------ | --------- |
| Vladimir Monje López    | Un Duelo                 | Instituto Técnico Industrial Pascual Bravo | Ganador   |
| Isabel Cristina Álvarez | Diplomas Empantanados    | Colegio Salesiano de Duitama               | Nominado  |
| Diana Sotelo            | La Venganza a Barba Azul | Instituto Educativo Antonio Nariño         | Nominado  |

#### 2013
| Director                | Obra                        | Colegio                      | Resultado |
| ----------------------- | --------------------------- | ---------------------------- | --------- |
| Isabel Cristina Álvarez | Alicia o Quién lo ha soñado | Colegio Salesiano de Duitama | Ganador   |

### Mejor Actor Principal

#### 2015
| Actor             | Obra          | Colegio                         | Resultado |
| ----------------- | ------------- | ------------------------------- | --------- |
| Antonio Giraldo   | Amnesia       | Colegio Leonardo Lozada Pedraza | Ganador   |
| Sergio Iván Ortiz | Las Preciosas | Colegio José Max León           | Nominado  |
| Johan S.          | Muskurii      | Colegio Juan Evangelista Gómez  | Nominado  |

#### 2014
| Actor                      | Obra                          | Colegio                                    | Resultado |
| -------------------------- | ----------------------------- | ------------------------------------------ | --------- |
| Camilo Mauricio Gil Molina | Cuadros de Ópera Pánica       | Colegio Salesiano de León XIII             | Ganador   |
| Santiago Daza              | La Ópera de los Tres Centavos | Gimnasio Los Andes                         | Nominado  |
| Cristian Lotero Salazar    | Un Duelo                      | Instituto Técnico Industrial Pascual Bravo | Nominado  |

#### 2013
| Actor         | Obra       | Colegio            | Resultado |
| ------------- | ---------- | ------------------ | --------- |
| Santiago Daza | El Quijote | Gimnasio Los Andes | Ganador   |

### Mejor Actriz Principal

#### 2015
| Actriz                     | Obra                  | Colegio                              | Resultado |
| -------------------------- | --------------------- | ------------------------------------ | --------- |
| Nohora Alejandra Contreras | La Maestra            | Instituto Educativo José Mejía Uribe | Ganador   |
| Valentina Gutiérrez        | La Edad de la Ciruela | Colegio Salesiano de Duitama         | Nominado  |
| Angela Acuña               | La Edad de la Ciruela | Colegio Salesiano de Duitama         | Nominado  |

#### 2014
| Actriz              | Obra                  | Colegio                         | Resultado |
| ------------------- | --------------------- | ------------------------------- | --------- |
| Laura Valentina Gil | Un Duelo              | Instituto Técnico Pascual Bravo | Ganador   |
| Valentina Gutiérrez | Diplomas Empantanados | Colegio Salesiano de Duitama    | Nominado  |
| Sonia Andrea Castro | El Juego de la Vida   | Colegio Salesiano Maldonado     | Nominado  |

#### 2013
| Actriz           | Obra         | Colegio       | Resultado |
| ---------------- | ------------ | ------------- | --------- |
| Gabriela Guevara | Las Bacantes | Colegio Cafam | Ganador   |

### Mejor Actor de Reparto

#### 2015
| Actor                     | Obra                        | Colegio                        | Resultado |
| ------------------------- | --------------------------- | ------------------------------ | --------- |
| Kener Alexander Reyes     | Usted Puede Ser un Asesino  | Colegio Seminario Diocesano    | Ganador   |
| Daniel Pava               | En la Diestra de Dios Padre | Colegio Salesiano de León XIII | Nominado  |
| Juan Diego Buitrago Ortiz | Usted Puede Ser un Asesino  | Colegio Seminario Duitama      | Nominado  |
| Julian Camilo Villate     | Romeo y Julieta             | Gimnasio Los Andes             | Nominado  |

#### 2014
| Actor                       | Obra                    | Colegio                                    | Resultado |
| --------------------------- | ----------------------- | ------------------------------------------ | --------- |
| Javier Ruiz                 | Diplomas Empantanados   | Colegio Salesiano de Duitama               | Ganador   |
| Camilo José Martínez García | Cuadros de Ópera Pánica | Colegio Salesiano de León XIII             | Nominado  |
| Juan Diego Buitrago Ortiz   | Un Duelo                | Instituto Técnico Industrial Pascual Bravo | Nominado  |

#### 2013
| Actor                      | Obra            | Colegio                        | Resultado |
| -------------------------- | --------------- | ------------------------------ | --------- |
| Camilo Mauricio Gil Molina | Misterios Bufos | Colegio Salesiano de León XIII | Ganador   |

### Mejor Actriz de Reparto

#### 2015
| Actriz              | Obra                                 | Colegio                                       | Resultado |
| ------------------- | ------------------------------------ | --------------------------------------------- | --------- |
| Jesica Ayala        | Bodas de Sangre                      | Colegio Cofrem                                | Ganador   |
| Natalia Amaya       | El Clownstro de Los Clownstrofóbicos | Instituto Educativo Rural Departamental Andes | Nominado  |
| Valentina Gonzálesz | Médico a Palos                       | Gimnasio Santo Domingo de la Juventud         | Nominado  |

#### 2014
| Actriz          | Obra                  | Colegio                      | Resultado |
| --------------- | --------------------- | ---------------------------- | --------- |
| Eva Luna Pachón | Peldaños              | Colegio Delia Zapata         | Ganador   |
| Laura Villamil  | Peldaños              | Colegio Delia Zapata         | Nominado  |
| Tatiana Carrero | Diplomas Empantanados | Colegio Salesiano de Duitama | Nominado  |

#### 2013
| Actriz              | Obra                        | Colegio                      | Resultado |
| ------------------- | --------------------------- | ---------------------------- | --------- |
| Valentina Gutiérrez | Alicia o Quién lo ha soñado | Colegio Salesiano de Duitama | Ganador   |

### Mejor Escenografía

#### 2015
| Obra                       | Colegio                         | Ciudad        | Resultado |
| -------------------------- | ------------------------------- | ------------- | --------- |
| Usted Puede Ser un Asesino | Colegio Seminario Diocesano     | Bogotá        | Ganador   |
| Bodas de Sangre            | Colegio Cofrem                  | Villavicencio | Nominado  |
| Amnesia                    | Colegio Leonardo Posada Pedraza | Bogotá        | Nominado  |

#### 2014
| Obra                          | Colegio                         | Ciudad        | Resultado |
| ----------------------------- | ------------------------------- | ------------- | --------- |
| La Ópera de los Tres Centavos | Gimnasio Los Andes              | Bogotá        | Ganador   |
| Edipo Rey                     | Colegio Cofrem                  | Villavicencio | Nominado  |
| Romeo y Julieta: El Infierno  | Colegio Leonardo Posada Pedraza | Bogotá        | Nominado  |

#### 2013
| Obra                           | Colegio                            | Ciudad   | Resultado |
| ------------------------------ | ---------------------------------- | -------- | --------- |
| A la Sombra de Edgar Allan Poe | Instituto Educativo Antonio Nariño | Mosquera | Ganador   |

### Mejor Maquillaje

#### 2015
| Obra                        | Colegio                        | Ciudad  | Resultado |
| --------------------------- | ------------------------------ | ------- | --------- |
| En la Diestra de Dios Padre | Colegio Salesiano de León XIII | Bogotá  | Ganador   |
| Las Troyanas                | Colegio Leonístico La Merced   | Cali    | Nominado  |
| Las Preciosas               | Colegio José Max León          | Siberia | Nominado  |

#### 2014
| Obra                | Colegio                       | Ciudad        | Resultado |
| ------------------- | ----------------------------- | ------------- | --------- |
| Mojiganga           | Instituto Educativo Compartir | Mosquera      | Ganador   |
| Edipo Rey           | Colegio Cofrem                | Villavicencio | Nominado  |
| El Juego de la Vida | Colegio Salesiano Maldonado   | Tunja         | Nominado  |

#### 2013
| Obra          | Colegio              | Ciudad | Resultado |
| ------------- | -------------------- | ------ | --------- |
| Abuela Grillo | Colegio Delia Zapata | Bogotá | Ganador   |

### Mejor Vestuario

#### 2015
| Obra               | Colegio                        | Ciudad | Resultado |
| ------------------ | ------------------------------ | ------ | --------- |
| Muskurii           | Colegio Juan Evangelista Gómez | Bogotá | Ganador   |
| Romeo y Julieta    | Gimnasio Los Andes             | Bogotá | Nominado  |
| El Gigante Egoísta | IETC Las Américas              | Cali   | Nominado  |

#### 2014
| Obra                           | Colegio                                    | Ciudad   | Resultado |
| ------------------------------ | ------------------------------------------ | -------- | --------- |
| Cuando el Amor Invita a Bailar | Colegio Juan Evangelista Gómez             | Bogotá   | Ganador   |
| La Ópera de los Tres Centavos  | Gimnasio Los Andes                         | Bogotá   | Nominado  |
| Un Duelo                       | Instituto Técnico Industrial Pascual Bravo | Medellín | Nominado  |

#### 2013
| Obra                  | Colegio                        | Ciudad | Resultado |
| --------------------- | ------------------------------ | ------ | --------- |
| La Reina de Las Aguas | Colegio Juan Evangelista Gómez | Bogotá | Ganador   |